# Ямауба

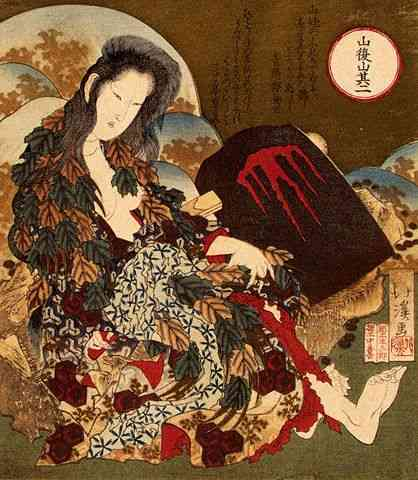
Зображення Ямауба. Тойота Хоккей (1780—1850)

Яма-уба (яп. 山姥) — йокай («дух» або «монстр») в демонічному пантеоні японської міфології. Ім'я може вимовлятися також як Ямамба або Яманба. Її іноді плутають з Юкі-онна («сніговою жінкою»), але ці дві фігури не одне й те ж саме.

## Вигляд
Яма-уба має вигляд старої жінки, зазвичай огидної. Її неохайне волосся довге та золотисто біле, її кімоно (зазвичай червоне) брудне та обірване. Її рот, інколи кажуть, розтягнутий на всю ширину обличчя, а деякі зображення надають їй другого рота зверху на голові. Вона може змінювати свій вигляд, і використовує цю тактику для захоплення своїх жертв.

## Поведінка
Яма-уба мешкає в глибоких лісах та горах Японії. В різних регіонах її вважають місцевою. Більшість історій каже, що вона живе в хатині.

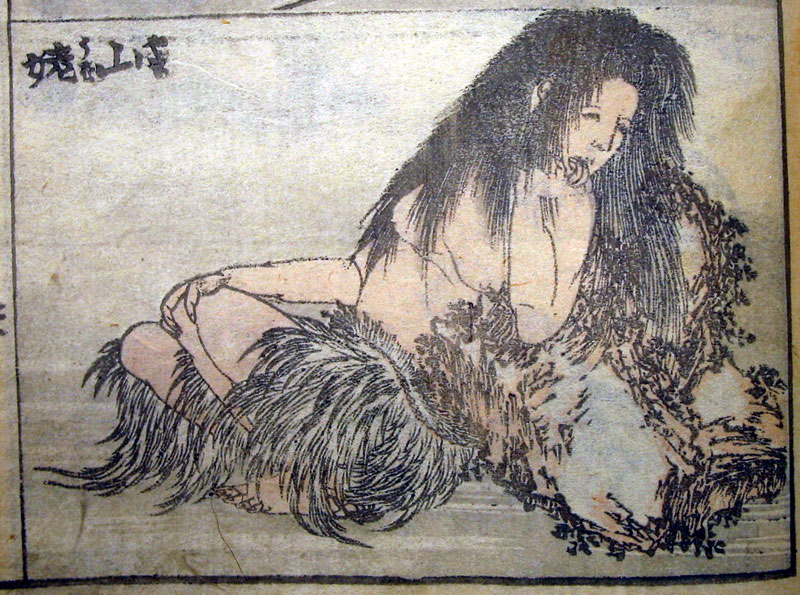
Інше зображення Хокусаєм

Ямауба полює на мандрівників, які заблукали в її лісистому лігві. Її тактика змінюється від історії до історії. Інколи вона змінює вигляд на вродливу жінку або, можливо, на когось з коханих жертви. Іноді зберігає свою відьмоподібну форму та грає роль безпорадної старої жінки. Приспавши пильність жертви, ямауба її вбиває та з'їдає на місці. Іноді відьма заманює необережних до своєї хати, там відгодовує та потім з'їдає. Буває, вона, назвавшись провідником, заводить нещасних у круті скелі та зіштовхує їх у прірву. В таких випадках ямауба може перетворювати своє волосся на отруйних змій, які жалять жертву.
Ямаубі звинувачують також у викраденні та поїданні дітей. У Японії батьки використовують цей образ, лякаючи своїх нащадків у разі неслухняності.
Через те, що ямауба багато в чому нагадує оні, деякі дослідники відносять її до числа цих демонічних істот. Велика різниця між ямауба та оні полягає в тому, що вона, на відміну від демонів, не є непереможною. В деяких легендах розповідається про те, що ямауба — істота нічна, а вдень вона знерухомлена. Розповідається також, що єдиним слабким місцем її є якась квітка, в якій міститься душа ямауби. Якщо ту квітку знайти та знищити, то відьма загине.
Ямауба не відрізняється великим розумом, іноді її жертвам вдається відьму перехитрити. З іншого богу, вона визнана майстриня чаклунства, знавчиня цілющих та приворожувальних напоїв, а також отрут. Відомі випадки, коли відьма ділиться своїм таємним знанням з кимось із людей, якщо той доставить їй іншу людину на поживу, або запропонує якийсь інший сатанинський обмін.
Існування переказів про ямаубу простежено вченими від періоду Хейан (794–1185 роки). Попри свою природу хижачки та злодійки, в деяких творах ямауба показана з позитивного боку. Так, в одній з драм для театру но Дзеамі Мотокійо ямауба постає люблячою годувальницею, яка виростила та виховала великого героя та мудреця Саката-но Кієтакі. В інших оповіданнях її іноді зображують вічно самотньою мандрівницею, яка живе в гармонії з природою.